# British Electric Foundation
British Electric Foundation (B.E.F.) ist ein britisches Musikprojekt und eine Produktionsfirma.

## Bandgeschichte
Die British Electric Foundation wurde 1980 in Sheffield (England) von Ian Craig Marsh und Martyn Ware (Heaven 17) nach ihrer Trennung von The Human League gegründet.
Unter diesem Namen entstanden als Frühwerke die experimentellen Alben Music For Stowaways auf Kassette und 1981 Music For Listening To, das schon frühe Fassungen einiger Songs von Heaven 17s Penthouse and Pavement enthielt. B.E.F. trat als Produktionsfirma von Heaven 17, Hot Gossip und anderer Künstlern auf.
1982 erschienen der Sampler Music of Quality and Distinction mit Gastauftritten von Glenn Gregory, Billy Mackenzie, Paula Yates, Gary Glitter, Sandie Shaw und auch Tina Turner, deren Beteiligung kurz danach zu ihrem erfolgreichen Comeback führte.
1991 veröffentlichte die British Electric Foundation ihr Album Music of Quality and Distinction – Vol. 2, bei dem unter anderen Chaka Khan, Green Gartside (Scritti Politti), Terence Trent D’Arby, Lalah Hathaway und wieder Billy Mackenzie mitwirkten.
Die letzten beiden Heaven-17-Alben wurden wie in frühen Jahren wieder mit dem B.E.F.-Logo versehen.
2011 wurde British Electric Foundation: 1981–2011 veröffentlicht. In der Box ist Music of Quality and Distinction – Vol.1 mit insgesamt sieben Bonusversionen, Music of Quality and Distinction – Vol.2 mit sechs Bonusversionen sowie Music from Stowaways mit drei Bonustracks.

## Diskografie

### Alben
- 1980: Music for Stowaways (Cassette)
- 1981: Music for Listening To
- 1982: Music of Quality and Distinction – Volume 1
- 1991: Music of Quality and Distinction – Volume 2

### Kompilationen
- 1998: The Best Of B.E.F.
- 2011: British Electric Foundation: 1981 - 2011